# Kynnefjäll
Kynnefjäll é a maior montanha da Bohuslän, situada a leste do lago Södra Bullaren.
O seu ponto mais elevado é Vaktarekullen, com 207 metros de altitude.
A paisagem é dominada por grandes florestas de coníferas, com vegetação rasteira rica em urzes e inúmeros pauis compridos, onde vivem alces, corças e raposas.

Kynnefjäll está situado na sua maior parte no município de Tanum, e em menor parte no no município de Munkedal, ambos na província histórica da Bohuslän.